# Schoenobius montivagellus
Schoenobius montivagellus là một loài bướm đêm trong họ Crambidae.